# Ricard Figueras i Marco
Ricard Figueras i Marco (Barcelona, 1947) és un productor i director de cinema català.

## Trajectòria
Va estudiar a l'Escola de Mitjans Audiovisuals de Barcelona (EMAV), on es va graduar el 1974. Va debutar com a cap de producció el 1978 a Serenata a la claror de la lluna (1978) i va produir algunes de les produccions més emblemàtiques del cinema català dels anys vuitanta com La plaça del Diamant (1982), El vicari d'Olot (1981), Interior roig (1982), Karnabal (1985) o Laura a la ciutat dels sants (1986). De 1986 a 1993 fou productor executiu de Figaró Films amb la que va produir la primera pel·lícula d'Isabel Coixet, Massa vell per morir jove (1988). El 1993 va fundar la seva pròpia productora, In Vitro Films, i el 2006 fou professor d'audiovisuals a la Universitat Autònoma de Barcelona.
El 2005 va debutar com a director del telefilm Llibre de família, i el 2007 va dirigir El estafador/L'impostor, una coproducció de TV3 amb Canal Sur. Formava part de la junta directiva de l'Acadèmia del Cinema Català fins que va dimitir el febrer de 2012 arran les crítiques del conseller Ferran Mascarell a com es va desenvolupar la gala dels Premis Gaudí de 2012. Als Premis Gaudí de 2011 la seva minisèrie La Mari 2, dirigida per ell, fou nominada al Gaudí a la millor pel·lícula per a televisió.

## Filmografia
- Serenata a la claror de la lluna (1978)
- Los fieles sirvientes (1979)
- La plaça del diamant (1982)
- El vicari d'Olot (1981)
- Interior roig (1982).
- Karnabal (1985);
- Laura a la ciutat dels sants (1986)
- Massa vell per morir jove (1988)
- Ho sap el ministre? (1991)
- La ciutat dels prodigis (1999)
- La banyera (1989)
- Parella de tres (1995)
- Em dic Sara (1997)
- L'altra cara de la lluna (1998)
- Adela (1999)
- Les hores del dia (2002)
- Des del balcó (sèrie de televisió, 2001-02),
- La Mari (2002),
- Dones i homes (1994)
- A la vida, a l'amor (1998)
- L'estratègia del cucut (2001),
- No es pot tenir tot (1996)
- Les filles de Mohamed (2003)